# Eparquia
Eparquia (em grego:  ἐπαρχία, em latim: eparchía) é um tipo de circunscrição eclesiástica adotada nas Igrejas Orientais Católicas, Ortodoxas e Orientais Ortodoxas que corresponde ao conceito de diocese. O seu ordinário é chamado eparca. Arquieparquia é uma arquidiocese liderada por um arquieparca no Rito oriental e na Ortodoxia.
- No uso secular, a palavra eparca denota um distrito administrativo no Império helenístico-romano (Bizantino), ou na Grécia ou Chipre modernos.[3][4]
- No uso eclesiástico, uma eparquia é uma diocese territorial governada por um bispo de uma das Igrejas orientais, que detém o título de eparca. Faz parte de uma metrópole. Cada eparquia é dividida em paróquias da mesma maneira que uma diocese da cristandade ocidental. Na Igreja Católica Romana, um arquieparquia equivalente a uma arquidiocese de rito romano e seu bispo é um arquieparca, equivalente a um arcebispo de rito romano.[5]

O termo também foi usado para designar uma província no reino cristão de Macúria no atual Sudão.

## Eparquias no Brasil
Dentre suas mais de trezentas circunscrições católicas romanas, o território eclesiástico brasileiro conta como sua única arquieparquia a de São João Batista em Curitiba dos Ucranianos, elevada a tal dignidade pelo Papa Francisco. Para além desta, há mais mais cinco eparquias, sendo três católicas de rito oriental e mais duas ortodoxas:
- Eparquia da Imaculada Conceição (Ucranianos, sede em Prudentópolis);

- Eparquia de Nossa Senhora do Líbano (Maronita, sede em São Paulo);[2]

- Eparquia de Nossa Senhora do Paraíso (Melquita, sede em São Paulo);[2]

- Eparquia Ortodoxa Ucraniana, cuja sede está em Curitiba - Paraná;[7]

- Eparquia Ortodoxa do Brasil - Rio de Janeiro e Olinda (Poloneses, sede no Rio de Janeiro).[8]